# Atelidae
Gli Atelidi (Atelidae Gray, 1825) sono una famiglia di primati aplorrini, diffusa in America centrale e Sud America.
Si tratta di animali di taglia medio-piccola (35–70 cm), ma ciò non toglie che a questa famiglia appartengano gli esponenti di maggiori dimensioni delle scimmie del Nuovo Mondo. Le scimmie urlatrici (sottofamiglia Alouattinae) raggiungono le dimensioni maggiori e sono più robuste, mentre le scimmie ragno (sottofamiglia Atelinae) sono più piccole ed esili.

Tutti gli Atelidi possiedono lunghe code prensili dotate di una parte terminale glabra ed assai sensibile nella zona inferiore. Tali code vengono utilizzate, in particolare dalle scimmie ragno, a mo' di quinto arto per agevolarsi nei movimenti fra le fronde degli alberi, di cui tutti gli esponenti della famiglia sono abitatori.
Si tratta perlopiù di animali diurni ed arboricoli, dai colori a tinte scure (nero, bruno, rossastro). La maggior parte delle specie preferisce la foresta pluviale, ma non è raro trovare popolazioni in foreste a carattere più secco o nella savana alberata: questo è vero in particolare per le scimmie urlatrici.

La loro dieta è costituita principalmente da foglie e frutti, ma le specie più piccole sono state osservate mentre si nutrivano anche di insetti.
Le femmine, dopo una gestazione di 6-7 mesi, partoriscono un unico cucciolo. I parti avvengono al ritmo di uno ogni 3 anni circa. Non c'è un periodo degli amori.
Si tratta di animali poligami, che vivono in gruppi che possono contare fino a venti e più adulti, organizzati in una rigida gerarchia: laddove i gruppi sono composti da pochi individui, un singolo maschio tende ad imporsi e scacciare gli altri, formando un harem.

## Tassonomia
La famiglia si articola in due sottofamiglie: le Alouattine, note come scimmie urlatrici, e le Atelinae, note come scimmie ragno.
- Famiglia Atelidae
  - Sottofamiglia Alouattinae
    - Genere Alouatta

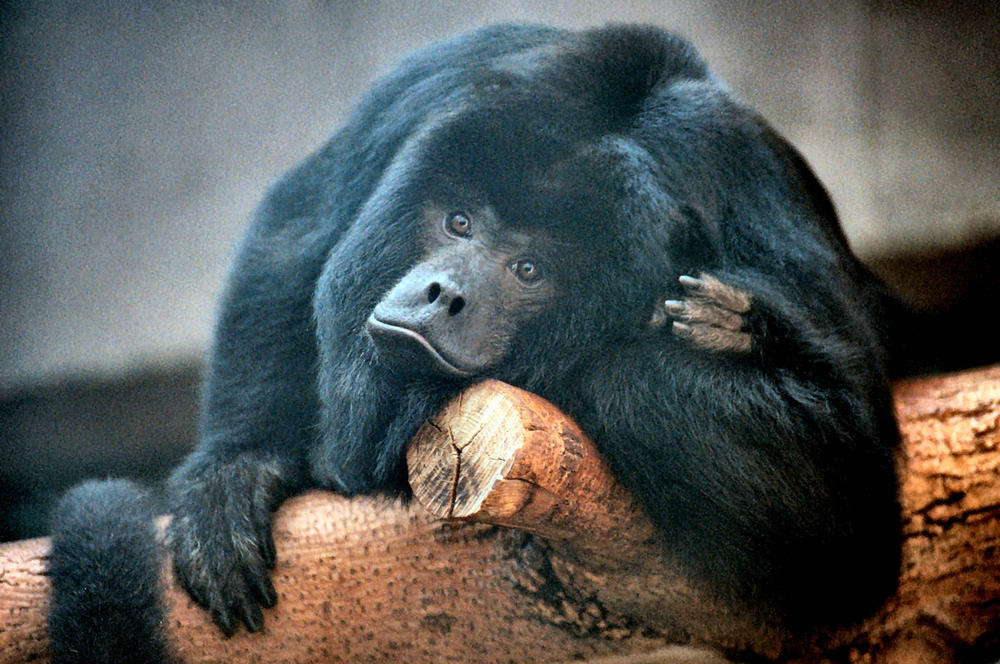
Aluatta nera
Alouatta caraya

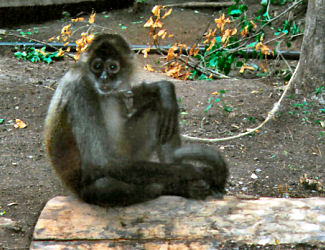
Atele di Geoffroy
Ateles geoffroyi

      - Alouatta belzebul - aluatta dalle mani rosse
      - Alouatta caraya - aluatta nera
      - Alouatta coibensis - aluatta dell'isola di Coiba
      - Alouatta guariba - aluatta bruna
      - Alouatta macconnelli - aluatta guianese
      - Alouatta nigerrima - aluatta amazzonica
      - Alouatta palliata - aluatta dal mantello
      - Alouatta pigra - aluatta del Guatemala
      - Alouatta sara - aluatta rossa della Bolivia
      - Alouatta seniculus - aluatta rossa

  - Sottofamiglia Atelinae
    - Genere Ateles
      - Ateles belzebuth - atele belzebù
      - Ateles chamek - atele dalla faccia nera
      - Ateles fusciceps - atele dalle mani brune
      - Ateles geoffroyi - atele di Geoffroy
      - Ateles hybridus - atele bruno
      - Ateles marginatus - atele dalle basette bianche
      - Ateles paniscus - atele dalla faccia rossa

    - Genere Brachyteles
      - Brachyteles arachnoides - murichi meridionale
      - Brachyteles hypoxanthus - murichi settentrionale

    - Genere Lagothrix
      - Lagothrix cana - scimmia lanosa grigia
      - Lagothrix lagotricha - scimmia lanosa bruna
      - Lagothrix lugens - scimmia lanosa colombiana
      - Lagothrix poeppigii - scimmia lanosa argentata

    - Genere Oreonax
      - Oreonax flavicauda - scimmia lanosa dalla coda gialla

    - Generi estinti
      - Caipora
      - Protopithecus
      - Stirtonia
      - Solimoea